# Нет лучше бизнеса, чем шоу-бизнес
«Нет лучше бизнеса, чем шоу-бизнес» (англ. There's No Business Like Show Business) — американский фильм в жанре мюзикла и комедийной драмы, поставленный в 1954 году режиссёром Уолтером Лэнгом. Главные роли исполнили Этель Мерман, Дональд О’Коннор, Мэрилин Монро, Дэн Дэйли, Джонни Рей и Митци Гейнор.
Фильм представляет собой музыкальные номера на песни композитора Ирвинга Берлина и рассказывает о жизненном пути семьи, выступающей в водевиле. Название фильма позаимствовано из песни Ирвинга Берлина и бродвейского мюзикла «Энни, возьми своё ружьё», в котором Этель Мерман также исполнила главную роль. Сценарий фильма был написан Фиби Эфрон и Генри Эфроном по сюжету Ламара Тротти. Это первый мюзикл студии 20th Century Fox, снятый в формате CinemaScope и цвете DeLuxe Color.
Позднее Дональд О’Коннор называл этот фильм лучшим в своей карьере.

## Сюжет

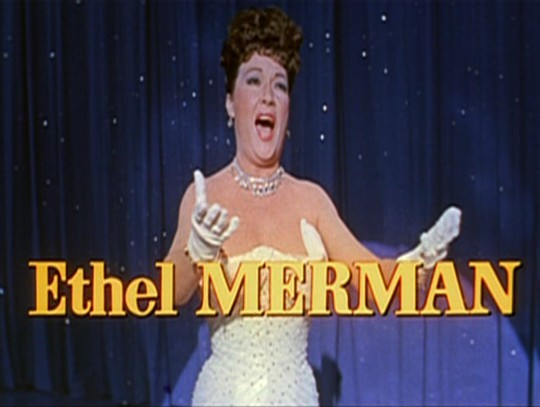
Этель Мерман в роли Молли

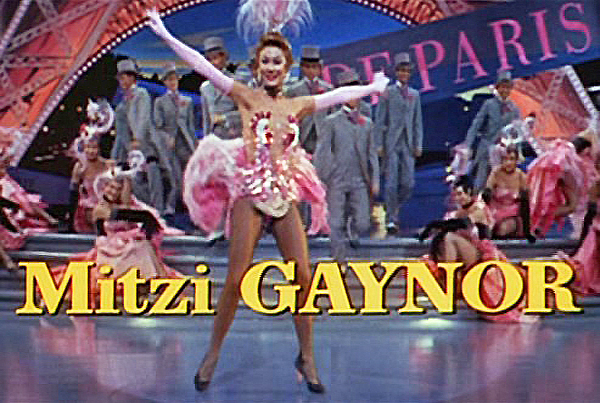
Митци Гейнор в роли Кэти

В 1919 году Терренс и Молли Донахью выступают как супружеский дуэт в жанре водевиля. К 1923 году к ним присоединяются трое детей — Стив, Кэти и Тим — и семья выступает под названием «Пятеро Донахью». По мере взросления детей Терренс и Молли определяют их в католический интернат в Бостоне. Однажды, в субботу, пока родители на сцене, Стив и Тим пытаются сбежать, но их задерживает отец Дайнин. Он отправляет телеграмму родителям, сообщая, что мальчики скучают по сцене, однако, по его мнению, обладают лидерскими задатками. Несмотря на это, Молли настаивает на продолжении обучения. Семья переезжает в Нью-Джерси. В октябре 1929 года происходит крах фондового рынка, и театральная компания, в которой работали Донахью, переходит на показ кинофильмов, лишив семью работы. Терренс и Молли вынуждены браться за любую подработку: выступают на ярмарках, озвучивают рекламу на радио.
Вскоре кинотеатры начинают приглашать артистов для живых выступлений перед сеансами, и «Пятеро Донахью» вновь обретают популярность. В 1937 году Тим оканчивает школу, Кэти становится танцовщицей, а Стив проявляет вокальные способности. После одного из выступлений Тим и Кэти отправляются на свидания в ночной клуб «Галлахер». Там Тим знакомится с Лиллиан Сойер, танцовщицей постарше, а Кэти — с Эдди Дуганом. В клубе Тим встречает начинающую артистку Викторию «Викки» Хоффман, исполняющую сольный номер. Впечатлённый, он навещает её в гримёрке, представившись журналистом журнала Variety. Вскоре появляются Эдди и импресарио Лью Харрис. Викки узнаёт, что Тим — часть семейного номера, и предпочитает общаться с Лью и Эдди.
Тем временем Стив сообщает семье, что решил стать священником. Терренс воспринимает это с разочарованием, но вскоре внимание переключается на пьяного Тима, вернувшегося домой. Позже семья устраивает Стиву прощальный вечер, принимая его выбор. Четвёрка, выступающая теперь как «Четверо Донахью», получает контракт во Флориде, где Тим вновь сталкивается с Викки, теперь известной как Викки Паркер. Она исполняет тропический номер, изначально подготовленный семьёй. Тим влюбляется в неё, но Викки отвергает его ухаживания.
На следующий день Викки сообщает, что Лью Харрис продюсирует для неё бродвейский мюзикл, и приглашает Тима и Кэти принять участие. Молли, несмотря на обиду из-за использования их номера, соглашается. В процессе репетиций Кэти начинает встречаться с поэтом-песенником Чарли Гиббсом, и после посвящения Стива в сан священника они женятся. Тим продолжает добиваться расположения Викки, но, не дождавшись её на ужин, обвиняет её в связи с Харрисом. В порыве ревности он напивается и попадает в аварию.
Накануне премьеры Харрис собирается отменить шоу, но приглашает Молли заменить Тима. Терренс навещает сына в больнице, и между ними происходит ссора. На следующее утро становится известно, что Тим самовольно покинул больницу. Родители начинают его поиски, посещают клубы, но безуспешно.
В день закрытия шоу в театре Гипподром неожиданно появляется Стив. Молли исполняет заглавную песню фильма и замечает Тима в форме моряка в закулисье. Он воссоединяется с семьёй, и впервые за долгие годы все пятеро Донахью вновь выходят на сцену для финального номера.

## В ролях
| Актёр            | Роль             |
| ---------------- | ---------------- |
| Этель Мерман     | Молли Донахью    |
| Дональд О’Коннор | Тим Донахью      |
| Мэрилин Монро    | Виктория Хоффман |
| Дэн Дэйли        | Терренс Донахью  |
| Джонни Рей       | Стив Донахью     |
| Митци Гейнор     | Кэти Донахью     |
| Ричард Истхэм    | Лью Харрис       |
| Хью О’Брайан     | Чарльз Гиббс     |
| Фрэнк МакХью     | Эдди Дуган       |
| Рис Уильямс      | отец Дайнин      |
| Ли Патрик        | Мардж            |
| Ив Миллер        | официантка       |
| Робин Рэймонд    | Лиллиан Сойер    |

## Производство
За несколько месяцев до начала съёмок фильма Мэрилин Монро была в опале у киностудии 20th Century Fox за категорический отказ сниматься в музыкальной комедии «Девушка в розовом трико». Картину актриса посчитала слабой и бессмысленной, а главную героиню назвала вульгарной. Этот конфликт привёл к огромному скандалу с руководством киностудии.
Изначально на роль Виктории Хоффман 20th Century Fox планировали утвердить начинающую актрису Шири Норт, но когда контракт с Монро был возобновлён, студия была готова отказаться от своего требования выступить в «Девушке в розовом трико», если взамен она сыграет роль второго плана в мюзикле «Нет лучше бизнеса, чем шоу-бизнес». Это предложение Мэрилин также отклонила, но студия поставила ультиматум.

## Музыка
Все песни, исполненные в фильме, написаны композитором Ирвингом Берлином.
| Песня                                                     | В исполнении                                  | Примечания                                                                    |
| --------------------------------------------------------- | --------------------------------------------- | ----------------------------------------------------------------------------- |
| «When the Midnight Choo-Choo Leaves for Alabam'»          | Этель Мерман, Дэн Дэйли                       | Позже исполнена Митци Гейнор и Дональдом О’Коннором                           |
| «Play a Simple Melody»                                    | Этель Мерман, Дэн Дэйли                       | -                                                                             |
| «A Pretty Girl Is Like a Melody»                          | Этель Мерман, Дэн Дэйли                       | -                                                                             |
| «You’d Be Surprised»                                      | Дэн Дэйли                                     | -                                                                             |
| «Let’s Have Another Cup of Coffee»                        | Этель Мерман                                  | -                                                                             |
| «Alexander’s Ragtime Band»                                | Каст                                          | Позже исполнена Этель Мерман, Дэном Дейли Митци Гейнор и Дональдом О’Коннором |
| «Puttin’ On the Ritz»                                     | -                                             | Инструментальная версия исполнена клубным оркестром                           |
| «After You Get What You Want»                             | Мэрилин Монро                                 | -                                                                             |
| «Remember»                                                | Каст                                          | Позже исполнена Этель Мерман и Дэном Дэйли                                    |
| «If You Believe»                                          | Джонни Рэй                                    | -                                                                             |
| «Heat Wave»                                               | Мэрилин Монро                                 | -                                                                             |
| «A Man Chases a Girl (Until She Catches Him)»             | Дональд О’Коннор, Мэрилин Монро               | Мэрилин Монро исполняет бэк-вокал                                             |
| «Lazy»                                                    | Мэрилин Монро, Митци Гейнор, Дональд О’Коннор | -                                                                             |
| «A Sailor’s Not a Sailor ('Til a Sailor’s Been Tattooed)» | Этель Мерман, Митци Гейнор                    | -                                                                             |
| «Marie»                                                   | Мужское трио (в титрах не указаны)            | -                                                                             |
| «There’s No Business Like Show Business»                  | Этель Мерман                                  | Позже исполнена кастом                                                        |

## Восприятие

### Кассовые сборы
Во второй уикенд проката фильм «Нет лучше бизнеса, чем шоу-бизнес» занял первое место в бокс-офисе, демонстрируясь в 17 ключевых городах США. Он удерживал лидерство и на следующей неделе, но на четвёртой неделе был смещён с первой позиции лентой «20 000 лье под водой» (1954). К январю 1956 года кассовые сборы фильма в США и Канаде составили около 5 миллионов долларов. Однако издание Variety отмечало, что при производственном бюджете в 4,3 миллиона для выхода на уровень безубыточности картине необходимо было собрать в национальном прокате как минимум 6,5 миллиона долларов.

### Отзывы критиков
Босли Краузер в благоприятном обзоре в газете The New York Times назвал фильм «большим успехом», высоко оценив в частности игру Дональда О’Коннора, при этом отметив, что Митци Гейнор превзошла «извивающуюся и корчащуюся» Монро, на которую «стыдно смотреть». Журнал Harrison’s Reports высоко оценил фильм, назвав его «пиршеством для глаз, слуха и сердца». Издание отметило, что картина представляет собой восхитительное сочетание популярных песен Ирвинга Берлина, как камерных, так и зрелищных музыкальных номеров, душевного юмора и подлинно человеческого начала, складываясь в музыкальный фейерверк, который по праву можно отнести к числу лучших развлекательных произведений года. Абель Грин из Variety пришел в восторг от Этель Мерман, назвав её «певицей редкой мощи и выразительности, подобных которой не часто встретишь ни на сцене, ни у микрофона». Дэн Дэйли, по его словам, оказался «убедительным актёром с безупречной техникой и обаянием». Номер Мэрилин Монро «Heat Wave» был охарактеризован как настолько яркий и выразительный, что его нужно видеть собственными глазами, чтобы по достоинству оценить, а её образ — как соперничающий по экспрессивности с манерой Мэй Уэст. Телеведущий Эд Салливан охарактеризовал исполнение песни Мэрилин Монро «Heat Wave» как «одно из самых вопиющих нарушений хорошего вкуса», свидетелем которого ему когда-либо доводилось быть.
В рецензии журнала Time фильм был охарактеризован как «попурри из произведений Ирвинга Берлина, где рядом с давно знакомыми сладостями встречаются и свежесорванные кисловатые яблоки». Митци Гейнор удостоилась сравнения с «точно отлаженным механизмом, заключённым в изящную форму», а номер Мэрилин Монро «Heat Wave» был описан как настолько жаркий, что «способен опалить брови зрителям первого ряда» — в нём актриса, по выражению издания, «двигается с максимально допустимой законом выразительностью». Эдвин Шаллерт из Los Angeles Times отметил, что поклонники Этель Мерман — особенно из числа ньюйоркцев и сочувствующих — сочтут эту работу одной из лучших в её карьере, а её дуэт с Дэном Дэйли — зрелым и первоклассным. Также были отмечены слаженность и выразительность игры Митци Гейнор, выделяющейся на первом плане, и Дональда О’Коннора. Однако выступление Мэрилин Монро вызвало у критика больше вопросов: по его словам, «внимание к её роли настолько заострено, что порой она производит впечатление почти лишённой словесной выразительности».

## Награды и номинации
| Дата церемонии     | Награда                        | Категория                         | Номинанты                          | Результат |
| ------------------ | ------------------------------ | --------------------------------- | ---------------------------------- | --------- |
| 25 февраля 1955    | Премия Гильдии сценаристов США | Лучший сценарий к мюзиклу         | Фиби Эфрон, Гэнри Эфрон            | Номинация |
| 30 марта 1955 года | Оскар                          | Лучший саундтрек                  | Альфред Ньюман, Лайонел Ньюман     | Номинация |
| 30 марта 1955 года | Оскар                          | Лучший литературный первоисточник | Ламар Тротти                       | Номинация |
| 30 марта 1955 года | Оскар                          | Лучшие костюмы                    | Чарльз ЛаМер, Травилла, Майлз Уайт | Номинация |

В 2006 году фильм также претендовал на место в списке лучших американских фильмов-мюзиклов за 100 лет по версии AFI, но в конечном итоге не попал туда, так как не набрал достаточного количества голосов.